# Джига (танець)

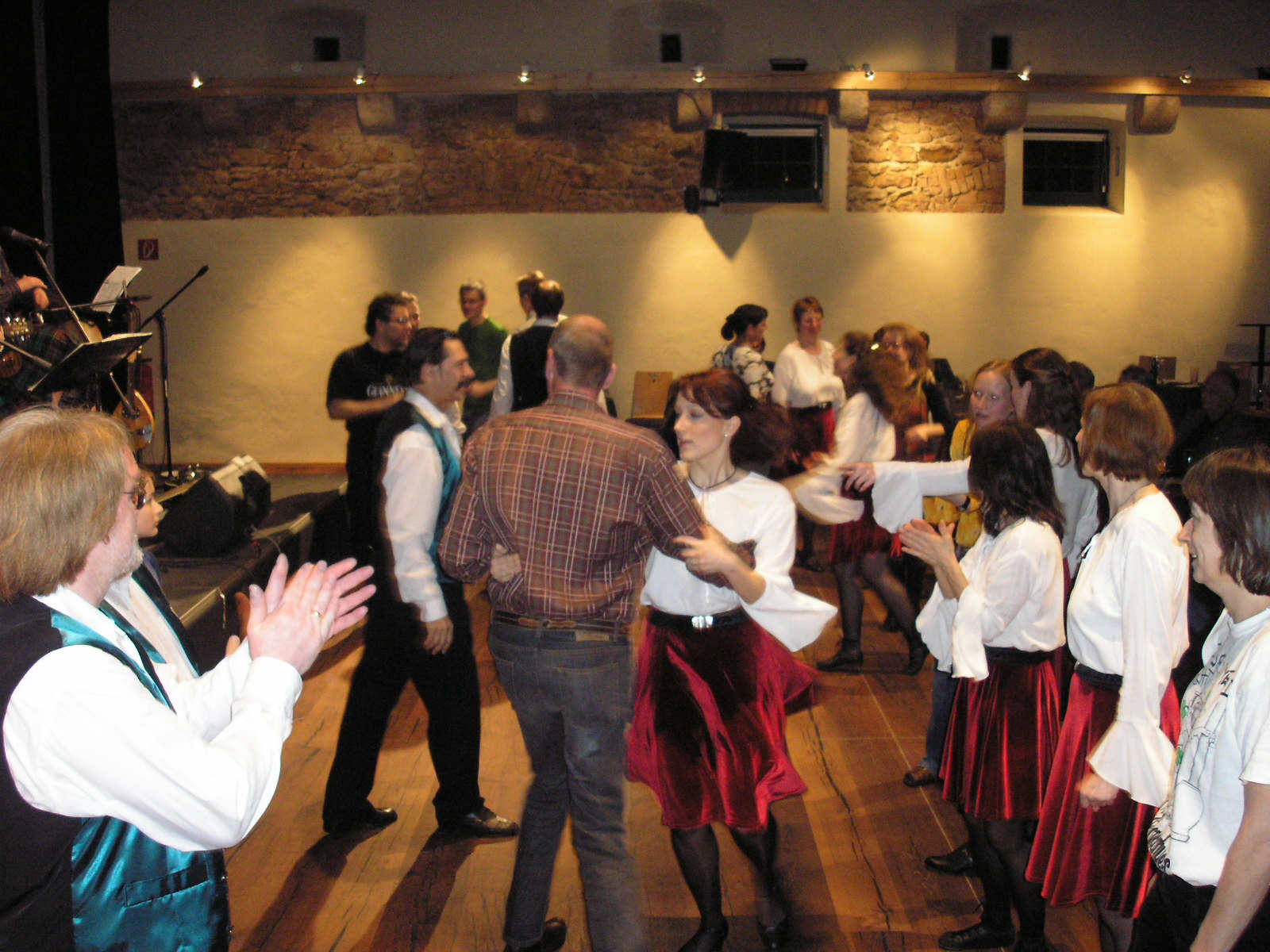
Dancing the Haymakers' Jig at an Irish ceili (Виконання Haymakers' Jig (дослівний переклад — джига сінозаготівельників; довгий танець для п'яти пар), яка є традиційним ірландським народним танцем)

Джига (ірл. port) — вид швидкого народного танцю у складного метру та супровідна мелодія. Він виник у 16 столітті в Англії, і швидко прижився на континенті, де згодом став останнім штрихом танцювальної сюїти зрілого бароко (французьке gigue; італійське та іспанське giga). Сьогодні найбільше асоціюється з ірландською танцювальною музикою. Першочергово джиги були у дводольномускладному метрі, (e.g., 12/8), але згодом були адаптовані до інших музичних розмірів, за якими вони часто класифікуються за групами, включаючи лайт-джиги, сліп-джиги, сингл-джиги, дабл-джиги та требл-джиги.

## Походження

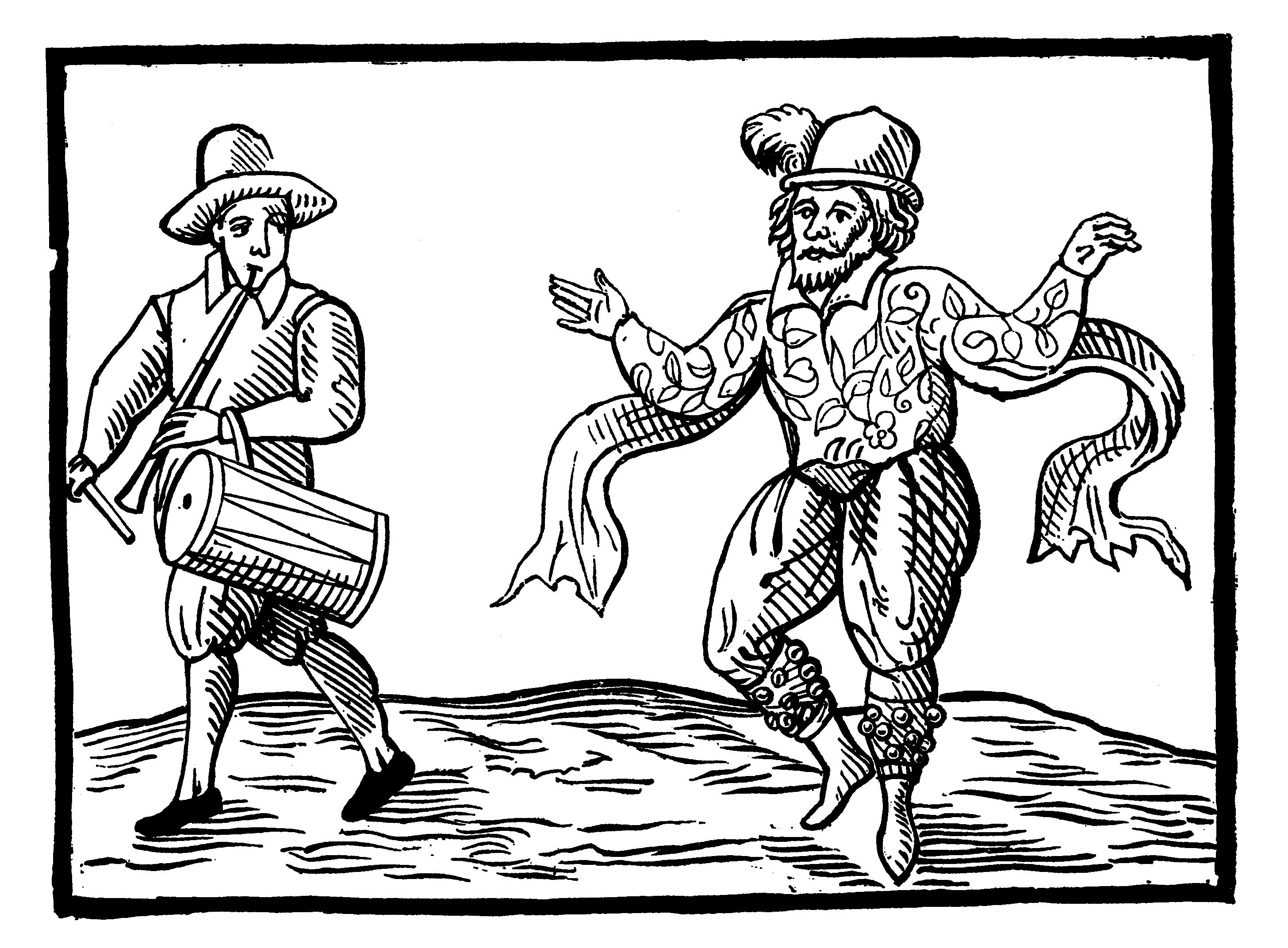
Клоун Єлизавети Вілл Кемпе танцює джигу з Норвіча до Лондона у 1600

Термін джига, ймовірно, походить від французького giguer, що означає 'стрибати' або італійського giga. Був відомий у 16 столітті в Англії, часто у розмірі 12/8, і слово джига використовувалось як танцювальна вистава у спектаклях 16 століття. Пізніше танець почав асоціюватись з музикою у розмірі 6/8 , і сліп-джигами 9/8.

## Ірландія і Шотландія
Протягом сімнадцятого століття танець запозичили у Ірландії та Шотландії, де він набув загального поширення, тепер джига найбільше асоціюється саме з цими країнами. Джига друга за популярністю серед традиційних ірландських танців (перше місце займає ріл; вона також популярна але менш поширена серед Шотландських кантрі-танців. У Ірландській традиції досить часто дві або більше джиг об'єднувались у сет, виконуюючись з або без перерви.

## Лайт джиги

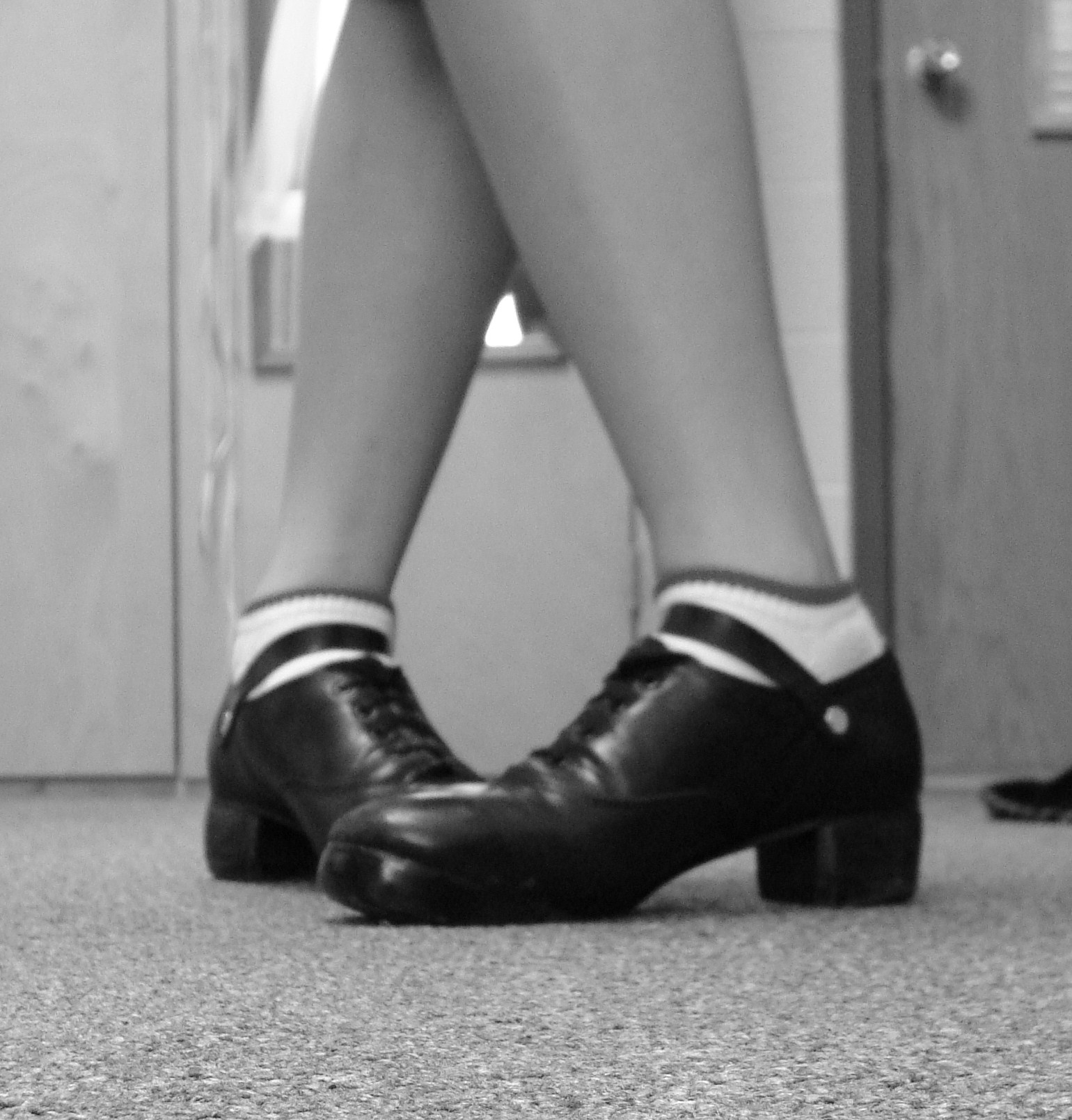
Ірландські степовки «hard shoes»

Лайт-джига найшвидша з усіх джиг, виконується у гілах (софтах), і виконується у 6/8. Ноги виконавця рідко надовго затримуються у повітрі, оскільки кроки швидкі, зазвичай у швидкості 116 на фешах. Існує кілька типів кроків у лайт-джигах, які відрізняються залежно від школи, але один крок є майже стандартним у всіх школдах. Відомий як «rising step» (зростаючий крок), або райз і грайнд. Фраза цього руху звучить так: «хоп, хоп бек, хоп бек 2-3-4.»

## Сліп джиги
Сліп джиги виконуються у 9/8. Через довший метр вони довші за ріли та лайт-джиги, з тією ж кількістю тактів. Танець виконується високо на кінчиках пальців, і вважається «балетом ірландських танців» через граціозні рухи, якими виконавець ніби ковзає. На фешах виконуються у швидкості 112.

## Сингл джиги
Сингл-джиги не слід плутати зі слайдами, вони найменш поширені із джиг, виконуються у гілах (софтах), у 6/8 або рідше у 12/8.

## Хоп джиги
Термін хоп-джига є дещо спірним, оскільки дехто так називає сингл-джиги, ,а інші мають на увазі мелоію 9/8 (e.g., Francis O'Neill).
Серед останніх, дехто не відрізняє її від сліп-джиги, хтось відносить термін до її варіації з особливими характеристиками, зокрема акцент на 1/4 — 1/8 пар.

## Требл джиги
Требл джиги (також Хард або Хеві джига) виконуються в хардах, також під 6/8. Характеризуються притопами, треблами і кліками. Багато сетових танців виконуються у тому ж розмірі що й требл джига, наприклад Drunken Gauger, Blackthorn Stick, The Three Sea Captains, і St Patrick's Day.

## Також
| - Жига - Highland Fling - Hornpipe - Irish stepdance - Мазурка - Полька | - Reel - Schoottische - Slide - Slip jig - Strathspey - Вальс |

## Додаткові посилання
- Irish footwork [Архівовано 1 травня 2012 у Wayback Machine.]